# Marry Me At Christmas – Ein Fest zum Verlieben
Marry Me At Christmas – Ein Fest zum Verlieben (Originaltitel: Marry Me at Christmas) ist eine US-amerikanische romantische Komödie von Terry Ingram aus dem Jahr 2017. Die Hauptrollen sind mit Rachel Skarsten als Maddy Krug und Trevor Donovan als Johnny Blake besetzt. Der Film basiert auf dem gleichnamigen Roman von Susan Mallery.

## Handlung
Im Brautkleidladen eines kleinen Vororts von Maddy Krug und Isabel läuft es zurzeit nicht gut und die beiden befürchten, das Geschäft im kommenden Jahr schließen zu müssen. Doch kurz vor Weihnachten betritt Ginger Blake mit ihrem Freund Oliver den Laden. Da die beiden noch vor dem Umzug nach London heiraten möchten, haben sie Weihnachten als Tag ihrer Trauung ausgewählt und suchen Hilfe bei der Hochzeitsplanung bei Maddy. Maddy kümmert sich sogleich darum, eine Auswahl an diversen Brautkleidern zusammenzustellen.
Während der Planungen trifft sie Ginger auf den Straßen des kleinen Vororts und sie gehen in das nahegelegene Café, um die Details zu besprechen. Dabei treffen sie auf den Hollywoodstar Johnny Blake, der sich als Gingers Bruder herausstellt. Da er der einzige Verwandte Gingers ist, möchte er die Kosten für die Hochzeit seiner Schwester übernehmen. Er verhält sich Maddy gegenüber zunächst unfreundlich, da er denkt, dass diese nur aus Marketinggründen die Hochzeit seiner Schwester plant. Nachdem Maddy ihm jedoch versichert, seinen Namen aus der Sache rauszuhalten, schiebt er seine anfänglichen Zweifel beiseite.
Während der Hochzeitsplanungen kommen sich Maddy und Johnny näher. Johnny findet Gefallen an Maddy und dem kleinen Vorort, in dem er sich bereits mit den Einheimischen angefreundet hat. Am Abend der Weihnachtsbaumerleuchtung auf dem Marktplatz halten Maddy und Johnny Händchen und es kommt beinahe zu einem Kuss. Da es Maddy allerdings nach der Trennung von ihrem Ex Ted immer noch schwerfällt, anderen zu vertrauen, weicht sie Johnny aus und verhält sich seit diesem Abend distanzierter zu ihm. Es erreicht seinen Höhepunkt, als beide das Vertrauen aufgrund zweier Missverständnisse in den jeweils anderen verlieren: Johnny sieht Bilder von sich auf der Website von Maddys und Isabels Brautladen und fühlt sich durch seine Prominenz ausgenutzt von Maddy. Maddy hingegen sieht in einem TV-Beitrag ein gemeinsames Dinner von Johnny mit der Schauspielerin Natalie Fernandez und sie erkennt den Grund, warum Johnny ihr gemeinsames Date abgesagt hat.
Diese Distanziertheit fällt nicht nur Ginger, sondern auch Maddys Vater Ed auf, weshalb er Johnny einen väterlichen Rat gibt. Er teilt Johnny von Maddys Vertrauensproblemen mit und bestärkt Johnnys Hoffnung auf eine gemeinsame Zukunft mit Maddy. Er rät ihm, nach der Trauung das Gespräch mit Maddy aufzusuchen.
Am Tag von Ginger und Olivers Hochzeit sucht Maddys Freundin und Geschäftspartnerin Isabel die Kirche auf, in der die Hochzeit stattfinden soll. Sie beichtet Maddy, dass sie für die Bilder von Johnny auf der Homepage verantwortlich ist und entschuldigt sich bei ihr, woraufhin sich die beiden vertragen. Gingers Traumhochzeit steht kurz bevor und sie rät Maddy, die inzwischen eine Freundin für sie geworden ist, mit Johnny zu reden, da die beiden wie füreinander geschaffen seien. Nach der Hochzeitszeremonie führen Johnny und Maddy ein Gespräch, bei dem sie die noch bestehenden Missverständnisse aufklären. Johnny bittet Maddy darum, den beiden eine Chance zu geben, da er an ihre Beziehung glaubt und es bereuen würde, es nicht zu versuchen. Maddy kann ihre Vertrauensprobleme überwinden und entscheidet sich, der Beziehung mit Johnny eine Chance zu geben, woraufhin sich die beiden küssen.

## Produktion

### Drehort

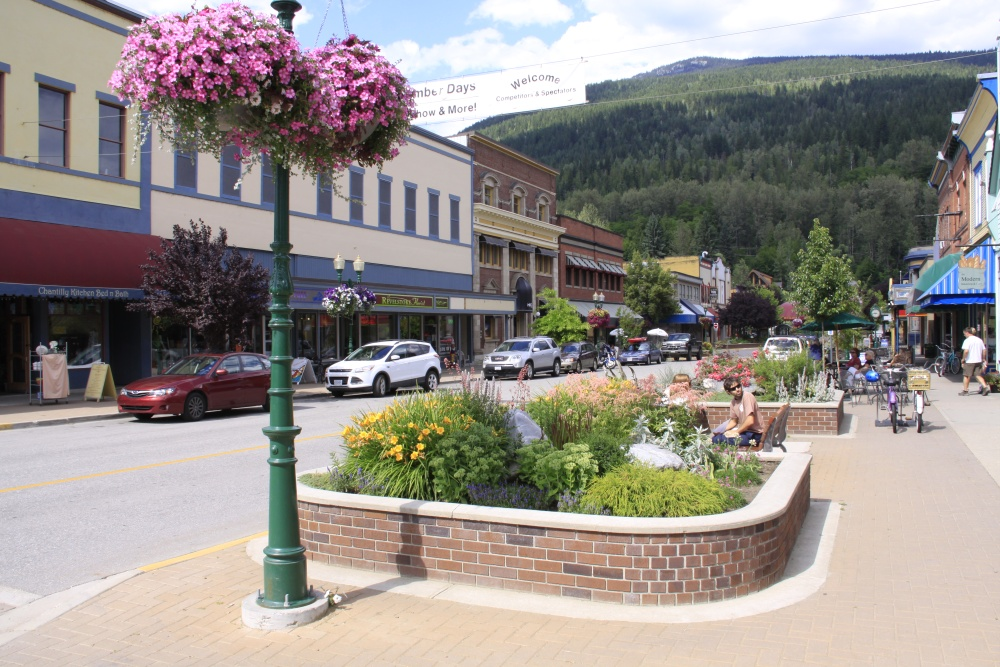
Revelstoke in British Columbia

Die Aufnahmen fanden vom 27. März 2017 bis zum 13. April 2017 in British Columbia in Kanada, unter anderem im Revelstoke statt.

### Synchronisation
Die deutschsprachige Synchronisation entstand nach dem Dialogbuch von Stephan Benson unter der Dialogregie von Clemens Gerhard im Auftrag von Digital Media Technologie GmbH.
| Rolle        | Darsteller           | Synchronsprecher        |
| ------------ | -------------------- | ----------------------- |
| Maddy Krug   | Rachel Skarsten      | Katharina von Keller    |
| Johnny Blake | Trevor Donovan       | Roman Rossa             |
| Ginger Blake | Emily Tennant        | Leoni Kristin Oeffinger |
| Oliver       | Blair Penner         | Patrick Stamme          |
| Isabel       | Yan-Kay Crystal Lowe | Dorothee Sturz          |
| Ed Krug      | Keith MacKechnie     | Joachim Kretzer         |
| Loretta Krug | Michele Scarabelli   | Tina Eschmann           |

## Kritiken
Der Film erhielt überwiegend positive Kritiken und erzielte bei IMDb eine durchschnittliche Bewertung von 6,5 der möglichen 10 Punkte. Das Lexikon des internationalen Films urteilt: „Routinierter Weihnachtskitsch, der überraschungsarm, dank charmant gestalteter Figuren aber solide unterhält.“